# Cantonul Guéret-Sud-Est
Cantonul Guéret-Sud-Est este un canton din arondismentul Guéret, departamentul Creuse, regiunea Limousin, Franța.

## Comune
| Comune        | Populație (1999) | Cod poștal | Cod INSEE |
| ------------- | ---------------- | ---------- | --------- |
| Guéret        | 14.066 (1)       | 23000      | 23096     |
| La Saunière   | 624              | 23000      | 23169     |
| Sainte-Feyre  | 2.248            | 23000      | 23193     |
| Saint-Laurent | 626              | 23000      | 23206     |